# Kubok Rossii 2018-2019
La Coppa di Russia 2018-2019 (in russo Кубок России?, Kubok Rossii) è stata la 27ª edizione della coppa nazionale del calcio russo. Il torneo è iniziato il 21 luglio 2018 e si è concluso il 22 maggio 2019. Il Tosno, scioltosi nel 2018, era la squadra campione in carica. La Lokomotiv Mosca ha vinto il torneo per l'ottava volta nella sua storia.

## Squadre partecipanti
Al torneo partecipano 92 squadre provenienti dai primi quattro livelli del campionato russo di calcio:
- 16 squadre appartenenti alla Prem'er-Liga;
- 17 squadre appartenenti alla PFN Ligi;
- 51 squadre appartenenti alla Pervenstvo Professional'noj Futbol'noj Ligi;
- 8 squadre appartenenti alla Terza Divisione.

Non partecipano al torneo le squadre riserve.

## Primo turno

### Zona Ovest e Centro
| Squadra 1         | Risultato | Squadra 2        |
| ----------------- | --------- | ---------------- |
| 22 luglio 2018    |           |                  |
| Avtofavorit       | 0 – 2     | Luki-Energia     |
| Kolomna           | 3 – 0     | Volga-1908       |
| Atom Novovoronezh | 0 – 1     | Metallurg Lipeck |

### Zona Sud
| Squadra 1          | Risultato | Squadra 2         |
| ------------------ | --------- | ----------------- |
| 21 luglio 2018     |           |                   |
| Dinamo Stavropol'  | 2 – 0     | Angušt Nazran'    |
| Biolog-Novokubansk | 1 – 0     | Akademiya Futbola |
| Kuban' Cholding    | 2 – 0     | Urožaj            |

## Secondo turno

### Zona Est
| Squadra 1      | Risultato | Squadra 2      |
| -------------- | --------- | -------------- |
| 24 luglio 2018 |           |                |
| Novokuzneck    | 0 – 3     | Dinamo Barnaul |

### Zona Ovest e Centro
| Squadra 1              | Risultato       | Squadra 2           |
| ---------------------- | --------------- | ------------------- |
| 30 luglio 2018         |                 |                     |
| Zvezda San Pietroburgo | 3 – 1           | Leningradec         |
| Znamja Truda           | 2 – 2 (5-4 dtr) | Strogino Mosca      |
| Metallurg Lipeck       | 1 – 0 (dts)     | Saljut Belgorod     |
| Chimik Novomoskovsk    | 0 – 1           | Dinamo Brjansk      |
| Kvant Obninsk          | 3 – 1 (dts)     | Dolgoprudnyj        |
| Luki-Energia           | 1 – 0           | Pskov-747           |
| Kaluga                 | 2 – 1           | Veles Mosca         |
| Saturn                 | 1 – 2           | Tekstilščik Ivanovo |
| Zorkij Krasnogorsk     | 3 – 2           | Kolomna             |
| Torpedo Mosca          | 1 – 0           | Torpedo Vladimir    |
| Murom                  | 0 – 2           | Rjazan'             |
| 31 luglio 2018         |                 |                     |
| Krasnyy-SGAFKST        | 1 – 4           | Dnepr Smolensk      |

### Zona Urali-Volga
| Squadra 1      | Risultato       | Squadra 2        |
| -------------- | --------------- | ---------------- |
| 30 luglio 2018 |                 |                  |
| Čeljabinsk     | 0 – 0 (5-4 dtr) | Nosta Novotroick |
| Lada-SOK       | 2 – 2 (5-6 dtr) | Lada-Togliatti   |
| Khimik-Avgust  | 2 – 3 (dts)     | Volga Ul'janovsk |
| Zvezda Perm'   | 2 – 3           | Zenit Iževsk     |
| Sokol Saratov  | 2 – 3 (dts)     | Syzran'-2003     |
| KAMAZ          | 2 – 3           | Neftechimik      |

### Zona Sud
| Squadra 1               | Risultato       | Squadra 2           |
| ----------------------- | --------------- | ------------------- |
| 30 luglio 2018          |                 |                     |
| Spartak-Nal'čik         | 0 – 4           | Alanija Vladikavkaz |
| Volgar' Astrachan'      | 2 – 1           | Legion Dynamo       |
| Mašuk-KMV Pjatigorsk    | 2 – 0           | Dinamo Stavropol'   |
| Černomorec Novorossijsk | 2 – 0           | Kuban' Cholding     |
| Družba Majkop           | 1 – 1 (4-3 dtr) | Biolog-Novokubansk  |
| Čajka Pesčanopskoe      | 5 – 0           | SKA Rostov          |

## Terzo turno

### Zona Est
| Squadra 1       | Risultato       | Squadra 2     |
| --------------- | --------------- | ------------- |
| 31 luglio 2018  |                 |               |
| Čita            | 2 – 3           | Zenit Irkutsk |
| Dinamo Barnaul  | 1 – 1 (4-1 dtr) | Irtyš Omsk    |
| 11 agosto 2018  |                 |               |
| Blagoveshchensk | 0 – 3           | Sachalin      |

### Zona Ovest e Centro
| Squadra 1           | Risultato | Squadra 2              |
| ------------------- | --------- | ---------------------- |
| 7 agosto 2018       |           |                        |
| Dinamo Brjansk      | 1 – 0     | Metallurg Lipeck       |
| Kvant Obninsk       | 1 – 4     | Znamja Truda           |
| Luki-Energia        | 1 – 0     | Zvezda San Pietroburgo |
| Rjazan'             | 0 – 3     | Torpedo Mosca          |
| Tekstilščik Ivanovo | 3 – 1     | Zorkij Krasnogorsk     |
| Dnepr Smolensk      | 1 – 2     | Kaluga                 |

### Zona Urali-Volga
| Squadra 1        | Risultato       | Squadra 2    |
| ---------------- | --------------- | ------------ |
| 7 agosto 2018    |                 |              |
| Lada-Togliatti   | 0 – 3           | Syzran'-2003 |
| Volga Ul'janovsk | 1 – 1 (1-4 dtr) | Čeljabinsk   |
| Zenit Iževsk     | 0 – 1           | Neftechimik  |

### Zona Sud
| Squadra 1           | Risultato | Squadra 2               |
| ------------------- | --------- | ----------------------- |
| 7 agosto 2018       |           |                         |
| Alanija Vladikavkaz | 1 – 3     | Čajka Pesčanopskoe      |
| Volgar' Astrachan'  | 2 – 1     | Mašuk-KMV Pjatigorsk    |
| Družba Majkop       | 0 – 1     | Černomorec Novorossijsk |

## Quarto turno
Le gare furono disputate il 22 agosto 2018.
| Squadra 1               | Risultato       | Squadra 2       |
| ----------------------- | --------------- | --------------- |
| 22 agosto 2018          |                 |                 |
| Luč Vladivostok         | 0 – 2           | SKA-Chabarovsk  |
| Sachalin                | 3 – 0           | Zenit Irkutsk   |
| Dinamo Barnaul          | 0 – 0 (5-4 dtr) | Tom' Tomsk      |
| Čeljabinsk              | 0 – 1           | Nižnij Novgorod |
| Tjumen'                 | 2 – 1 (dts)     | Sibir'          |
| Znamja Truda            | 0 – 1           | Baltika         |
| Neftechimik             | 1 – 0           | Mordovija       |
| Syzran'-2003            | 1 – 1 (4-3 dtr) | Rotor           |
| Volgar' Astrachan'      | 0 – 0 (4-2 dtr) | Fakel Voronež   |
| Černomorec Novorossijsk | 2 – 1           | Soči            |
| Dinamo Brjansk          | 1 – 3           | Avangard Kursk  |
| Kaluga                  | 4 – 4 (2-4 dtr) | Tambov          |
| Luki-Energia            | 0 – 0 (5-4 dtr) | Čertanovo       |
| Tekstilščik Ivanovo     | 2 – 3           | Chimki          |
| Čajka Pesčanopskoe      | 2 – 0           | Armavir         |
| Torpedo Mosca           | 2 – 0           | Šinnik          |

## Sedicesimi di finale
| Squadra 1               | Risultato       | Squadra 2              |
| ----------------------- | --------------- | ---------------------- |
| 25 settembre 2018       |                 |                        |
| Dinamo Barnaul          | 0 – 2           | Orenburg               |
| Neftechimik             | 2 – 3           | Ural                   |
| 26 settembre 2018       |                 |                        |
| Sachalin                | 1 – 2           | Arsenal Tula           |
| SKA-Chabarovsk          | 3 – 3 (2-4 dtr) | Achmat Groznyj         |
| Syzran'-2003            | 0 – 4           | Rostov                 |
| Luki-Energia            | 1 – 2           | Enisej                 |
| Volgar' Astrachan'      | 0 – 4           | Zenit San Pietroburgo  |
| Černomorec Novorossijsk | 0 – 1           | Spartak Mosca          |
| Čajka Pesčanopskoe      | 1 – 2           | Anži                   |
| Chimki                  | 0 – 1 (dts)     | Rubin                  |
| Nižnij Novgorod         | 0 – 0 (5-3 dtr) | Ufa                    |
| Torpedo Mosca           | 0 – 1           | Dinamo Mosca           |
| Baltika                 | 2 – 3 (dts)     | Lokomotiv Mosca        |
| 27 settembre 2018       |                 |                        |
| Avangard Kursk          | 0 – 2           | Krasnodar              |
| Tambov                  | 1 – 2 (dts)     | Kryl'ja Sovetov Samara |
| 10 ottobre 2018         |                 |                        |
| Tjumen'                 | 1 – 1 (3-0 dtr) | CSKA Mosca             |

## Ottavi di finale
| Squadra 1              | Risultato   | Squadra 2             |
| ---------------------- | ----------- | --------------------- |
| 25 ottobre 2018        |             |                       |
| Rubin                  | 1 – 0       | Dinamo Mosca          |
| 31 ottobre 2018        |             |                       |
| Orenburg               | 1 – 0       | Tjumen'               |
| Ural                   | 2 – 0 (dts) | Nižnij Novgorod       |
| Terek Groznyj          | 0 – 2       | Arsenal Tula          |
| Lokomotiv Mosca        | 4 – 1       | Enisej                |
| 1º novembre 2018       |             |                       |
| Kryl'ja Sovetov Samara | 1 – 2 (dts) | Krasnodar             |
| Rostov                 | 3 – 1       | Zenit San Pietroburgo |
| Spartak Mosca          | 1 – 0       | Anži                  |

## Quarti di finale
| Squadra 1                          | Totale | Squadra 2    | Andata | Ritorno |
| ---------------------------------- | ------ | ------------ | ------ | ------- |
| 28 novembre 2018 / 6 marzo 2019    |        |              |        |         |
| Orenburg                           | 3 – 5  | Arsenal Tula | 2 - 4  | 1 - 1   |
| 5 dicembre 2018 / 24 febbraio 2019 |        |              |        |         |
| Krasnodar                          | 2 – 3  | Rostov       | 2 - 2  | 0 - 1   |
| 5 dicembre 2018 / 6 marzo 2019     |        |              |        |         |
| Lokomotiv Mosca                    | 2 – 0  | Rubin        | 1 - 0  | 1 - 0   |
| 5 dicembre 2018 / 7 marzo 2019     |        |              |        |         |
| Spartak Mosca                      | 1 – 2  | Ural         | 1 - 1  | 0 - 1   |

## Semifinali
| Squadra 1                      | Totale | Squadra 2    | Andata | Ritorno |
| ------------------------------ | ------ | ------------ | ------ | ------- |
| 3 aprile 2019 / 15 maggio 2019 |        |              |        |         |
| Ural                           | 3 – 2  | Arsenal Tula | 1 - 0  | 2 - 2   |
| Lokomotiv Mosca                | 4 – 2  | Rostov       | 2 - 2  | 2 - 0   |

## Finale
| Arbitro: | Sergej Lapočkin |

|             |           |  |
| Barinov 27’ | Marcatori |  |

| Lokomotiv Mosca | Ural |

| GK          | 1  | Guilherme              | 90’     |     |
| DF          | 3  | Brian Idowu            |         |     |
| DF          | 14 | Vedran Ćorluka ()      |         |     |
| DF          | 84 | Michail Lysov          |         |     |
| MF          | 4  | Manuel Fernandes       |         |     |
| MF          | 6  | Dmitrij Barinov        | 27’ 40’ |     |
| MF          | 7  | Grzegorz Krychowiak    |         |     |
| MF          | 11 | Anton Mirančuk         |         | 67’ |
| MF          | 59 | Aleksej Mirančuk       |         |     |
| FW          | 9  | Fëdor Smolov           |         | 90’ |
| FW          | 74 | Rifat Žemaletdinov     |         |     |
| Panchina:   |    |                        |         |     |
| GK          | 30 | Nikita Medvedev        |         |     |
| GK          | 77 | Anton Kočenkov         |         |     |
| DF          | 17 | Taras Mychalyk         |         |     |
| DF          | 36 | Innokenti Samokhvalov  |         |     |
| DF          | 37 | Stanislav Magkeev      |         |     |
| DF          | 42 | Ivan Lapšov            |         |     |
| MF          | 18 | Aleksandr Kolomejcev   |         |     |
| MF          | 21 | Khvicha K'varatskhelia |         | 90’ |
| MF          | 23 | Dmitrij Tarasov        |         | 67’ |
| FW          | 67 | Roman Tugarev          |         |     |
| MF          | 69 | Daniil Kulikov         |         |     |
| FW          | 24 | Eder                   |         |     |
| Allenatore: |    |                        |         |     |
| Jurij Sëmin |    |                        |         |     |

| GK               | 31 | Jaroslav Godzjur  |     |     |
| DF               | 27 | Michail Merkulov  | 83’ |     |
| DF               | 15 | Denys Kulakov     |     |     |
| DF               | 8  | Stefan Strandberg |     |     |
| MF               | 57 | Artëm Fidler ()   |     | 84’ |
| MF               | 92 | Roman Emel'janov  | 87’ |     |
| MF               | 13 | Petrus Boumal     |     |     |
| MF               | 58 | Othman El Kabir   |     |     |
| FW               | 88 | Pavel Pogrebnjak  | 59’ |     |
| FW               | 20 | Andrej Panjukov   |     | 56’ |
| FW               | 11 | Vladimir Il'in    |     |     |
| Panchina:        |    |                   |     |     |
| GK               | 77 | Oleg Baklov       |     |     |
| DF               | 7  | Aleksandr Dancev  |     |     |
| DF               | 4  | Sergej Bryzgalov  |     |     |
| DF               | 5  | Dominik Dinga     |     |     |
| MF               | 3  | Varazdat Haroyan  |     |     |
| MF               | 14 | Jurij Bavin       |     | 84’ |
| MF               | 19 | Dzjanis Paljakoŭ  |     |     |
| MF               | 21 | Marco Aratore     |     | 56’ |
| MF               | 70 | Il'ja Žigulëv     |     |     |
| MF               | 94 | Anatolij Katrič   |     |     |
| Allenatore:      |    |                   |     |     |
| Dmytro Parf'onov |    |                   |     |     |